# جون إدوين وودز
جون إدوين وودز (بالإنجليزية: John E. Woods)‏ هو مترجم وكاتب ومؤلف أمريكي، ولد في القرن العشرين في إنديانا في الولايات المتحدة.